# Leichtathletik-Weltmeisterschaften 1993/Speerwurf der Frauen

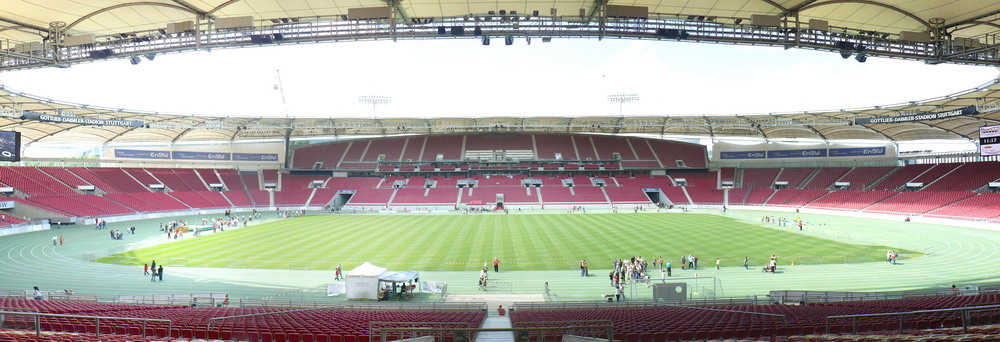
Das Stuttgarter Gottlieb-Daimler-Stadion im Jahr 2007

Der Speerwurf der Frauen bei den Leichtathletik-Weltmeisterschaften 1993 wurde am 21. und 22. August 1993 im Stuttgarter Gottlieb-Daimler-Stadion ausgetragen.
Ihren ersten großen Sieg bei einer bedeutenden internationalen Meisterschaft erzielte die Norwegerin Trine Hattestad als Weltmeisterin. Sie gewann vor der deutschen Olympiadritten von 1992 und Vizeeuropameisterin von 1990 Karen Forkel. Bronze ging an die belarussische Olympiazweite von 1992 Natallja Schykalenka.

## Bestehende Rekorde
| Weltrekord               | 80,00 m | Petra Felke      | Potsdam, DDR (heute Deutschland) | 9. September 1988 |
| Weltmeisterschaftsrekord | 76,64 m | Fatima Whitbread | WM 1987 in Rom, Italien          | 6. September 1987 |

Der bestehende WM-Rekord wurde bei diesen Weltmeisterschaften nicht eingestellt und nicht verbessert.

## Qualifikation
23 Teilnehmerinnen traten in zwei Gruppen zur Qualifikationsrunde an. Die Qualifikationsweite für den direkten Finaleinzug betrug 62,00 m. Sechs Athletinnen übertrafen diese Marke (hellblau unterlegt). Das Finalfeld wurde mit den sechs nächstplatzierten Sportlerinnen auf zwölf Werferinnen aufgefüllt (hellgrün unterlegt). So mussten schließlich 59,68 m für die Finalteilnahme erbracht werden.

### Gruppe A

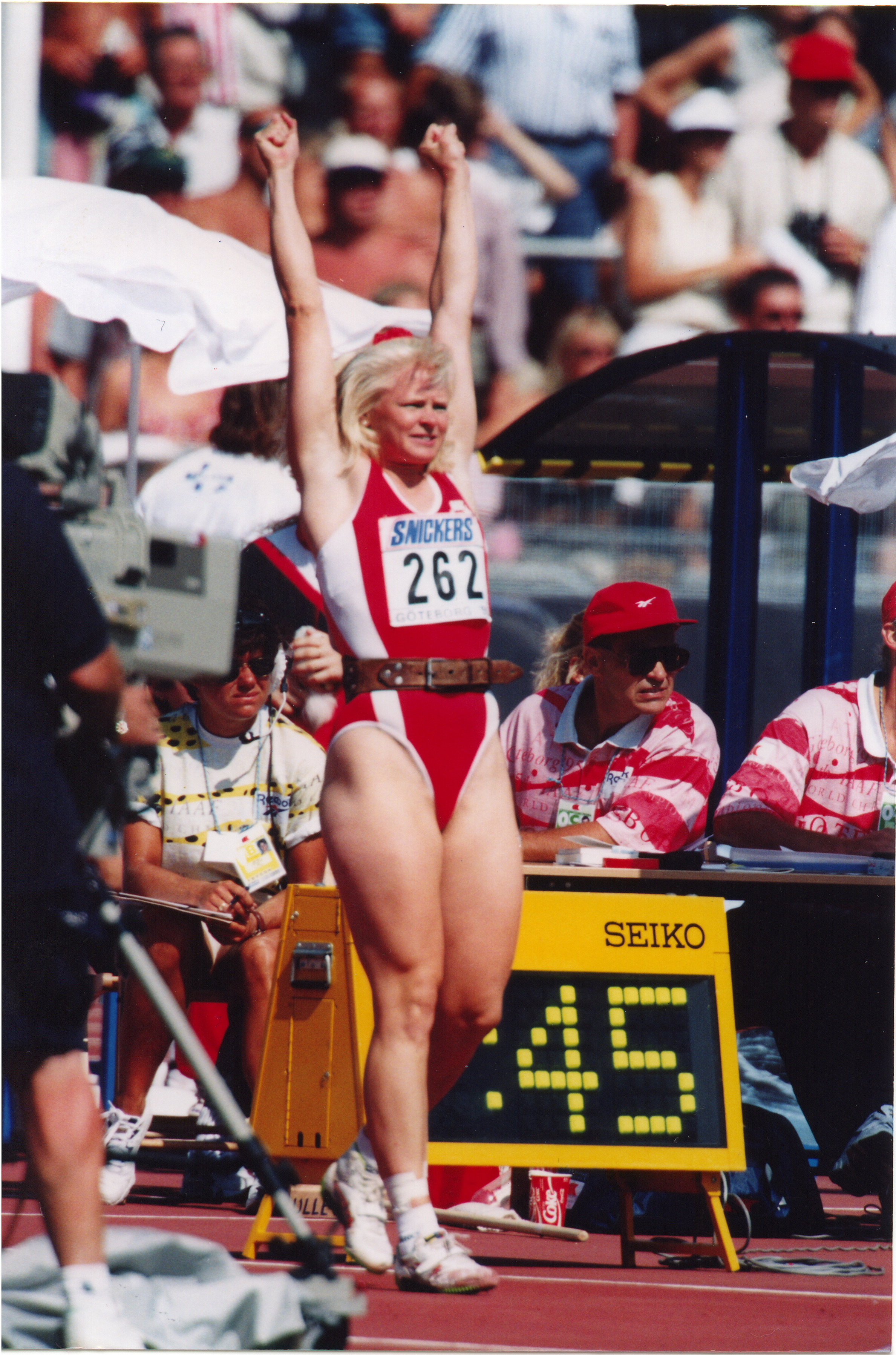
Jette Jeppesen verfehlte mit ihren 58,80 m die Finalteilnahme nur knapp
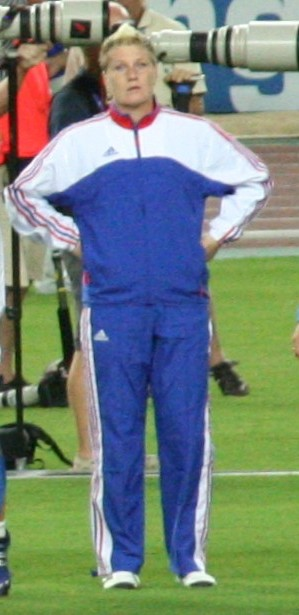
Nikola Tomečková, spätere Nikola Brejchová, scheiterte mit ihren 52,06 m in der Qualifikation

21. August 1993, 10:00 Uhr
| Platz | Name                 | Nation      | Resultat (m) |
| 1     | Trine Hattestad      | Norwegen    | 66,52        |
| 2     | Tazzjana Schykalenka | Belarus     | 63,22        |
| 3     | Felicia Țilea        | Rumänien    | 62,90        |
| 4     | Heli Rantanen        | Finnland    | 60,56        |
| 5     | Karen Forkel         | Deutschland | 60,54        |
| 6     | Antoaneta Selenska   | Bulgarien   | 59,74        |
| 7     | Martine Bègue        | Frankreich  | 59,16        |
| 8     | Jette Jeppesen       | Dänemark    | 58,80        |
| 9     | Sueli Dos Santos     | Brasilien   | 57,16        |
| 10    | Jelena Sweschenzewa  | Usbekistan  | 55,10        |
| 11    | Nikola Tomečková     | Tschechien  | 52,06        |

### Gruppe B

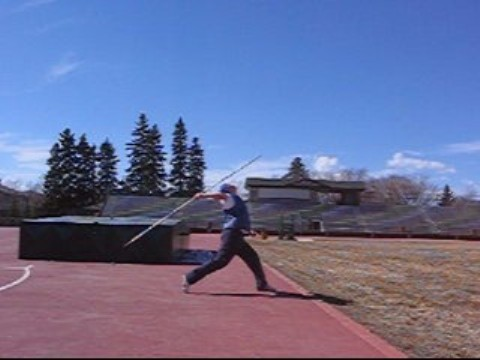
Shelley Holroyds 57,66 m reichten nicht zur Finalteilnahme

21. August 1993, 11:30 Uhr
| Platz | Name                 | Nation          | Resultat (m) |
| 1     | Jekaterina Iwakina   | Russland        | 62,90        |
| 2     | Silke Renk           | Deutschland     | 62,88        |
| 3     | Natallja Schykalenka | Belarus         | 62,06        |
| 4     | Teresė Nekrošaitė    | Litauen         | 61,02        |
| 5     | Claudia Isăilă       | Rumänien        | 59,88        |
| 6     | Steffi Nerius        | Deutschland     | 59,68        |
| 7     | Päivi Alafrantti     | Finnland        | 59,26        |
| 8     | Shelley Holroyd      | Großbritannien  | 57,66        |
| 9     | Kinga Zsigmond       | Ungarn          | 55,72        |
| 10    | Lee Young-Sun        | Südkorea        | 54,78        |
| 11    | Akiko Miyajima       | Japan           | 54,50        |
| 12    | Iammo Launa          | Papua-Neuguinea | 46,78        |

## Finale
22. August 1993, 16:00 Uhr
Hinweis: Das Zeichen x zeigt einen ungültigen Versuch an.
| Platz | Name                 | Nation      | Resultat (m) | 1. Versuch (m)                          | 2. Versuch (m)                          | 3. Versuch (m)                          | 4. Versuch (m)                              | 5. Versuch (m)                              | 6. Versuch (m)                              |
| 1     | Trine Hattestad      | Norwegen    | 69,18        | 69,18                                   | 62,80                                   | 64,78                                   | 64,80                                       | 61,06                                       | 66,18                                       |
| 2     | Karen Forkel         | Deutschland | 65,80        | x                                       | 60,78                                   | 65,80                                   | 61,88                                       | 65,04                                       | x                                           |
| 3     | Natallja Schykalenka | Belarus     | 65,64        | x                                       | x                                       | x                                       | 64,68                                       | 65,64                                       | x                                           |
| 4     | Tazzjana Schykalenka | Belarus     | 65,18        | x                                       | 63,48                                   | 62,13                                   | 61,30                                       | 64,10                                       | 65,18                                       |
| 5     | Jekaterina Iwakina   | Russland    | 65,12        | 60,50                                   | x                                       | 64,68                                   | 65,12                                       | 62,86                                       | x                                           |
| 6     | Silke Renk           | Deutschland | 64,00        | 61,50                                   | 62,18                                   | 64,00                                   | 61,96                                       | 63,74                                       | 63,44                                       |
| 7     | Claudia Isăilă       | Rumänien    | 61,54        | 59,88                                   | 61,54                                   | 58,40                                   | x                                           | x                                           | x                                           |
| 8     | Felicia Țilea        | Rumänien    | 61,24        | 60,26                                   | x                                       | 61,24                                   | 61,14                                       | x                                           | 60,02                                       |
| 9     | Steffi Nerius        | Deutschland | 60,26        | Ablauf in den Quellen nicht aufgelistet | Ablauf in den Quellen nicht aufgelistet | Ablauf in den Quellen nicht aufgelistet | nicht im Finale der besten acht Werferinnen | nicht im Finale der besten acht Werferinnen | nicht im Finale der besten acht Werferinnen |
| 10    | Antoaneta Selenska   | Bulgarien   | 58,82        | Ablauf in den Quellen nicht aufgelistet | Ablauf in den Quellen nicht aufgelistet | Ablauf in den Quellen nicht aufgelistet | nicht im Finale der besten acht Werferinnen | nicht im Finale der besten acht Werferinnen | nicht im Finale der besten acht Werferinnen |
| 11    | Heli Rantanen        | Finnland    | 53,14        | Ablauf in den Quellen nicht aufgelistet | Ablauf in den Quellen nicht aufgelistet | Ablauf in den Quellen nicht aufgelistet | nicht im Finale der besten acht Werferinnen | nicht im Finale der besten acht Werferinnen | nicht im Finale der besten acht Werferinnen |
| NM    | Teresė Nekrošaitė    | Litauen     | ogV          | Ablauf in den Quellen nicht aufgelistet | Ablauf in den Quellen nicht aufgelistet | Ablauf in den Quellen nicht aufgelistet | nicht im Finale der besten acht Werferinnen | nicht im Finale der besten acht Werferinnen | nicht im Finale der besten acht Werferinnen |

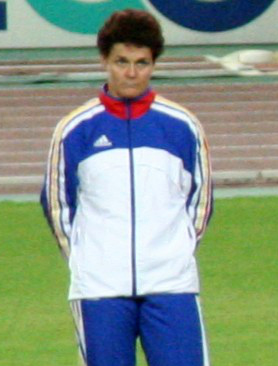
Felicia Țilea belegte Rang acht – in den beiden kommenden Jahren errang sie Medaillen bei den Europa- und Weltmeisterschaften
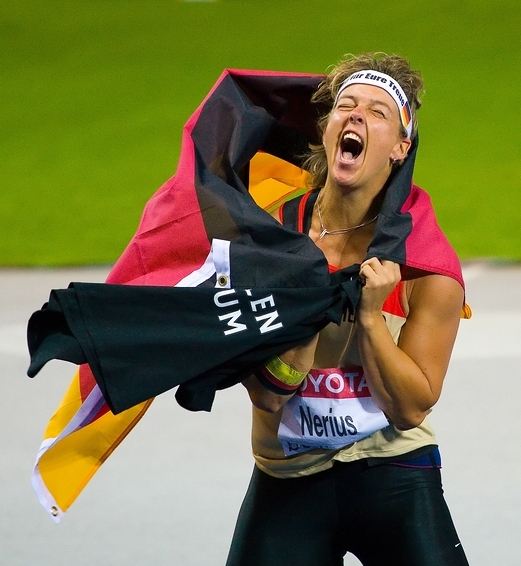
Steffi Nerius jubelte auf dem Foto sechzehn Jahre später über ihren WM-Titel in Berlin, hier erreichte Platz neun
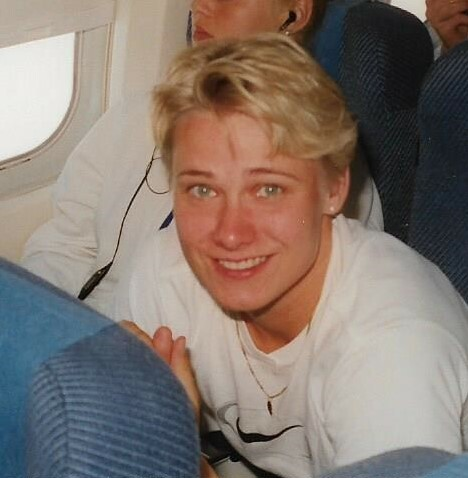
Die bei diesen Weltmeisterschaften zehntplatzierte Heli Rantanen wurde drei Jahre später Olympiasiegerin